# Pałac Nymphenburg

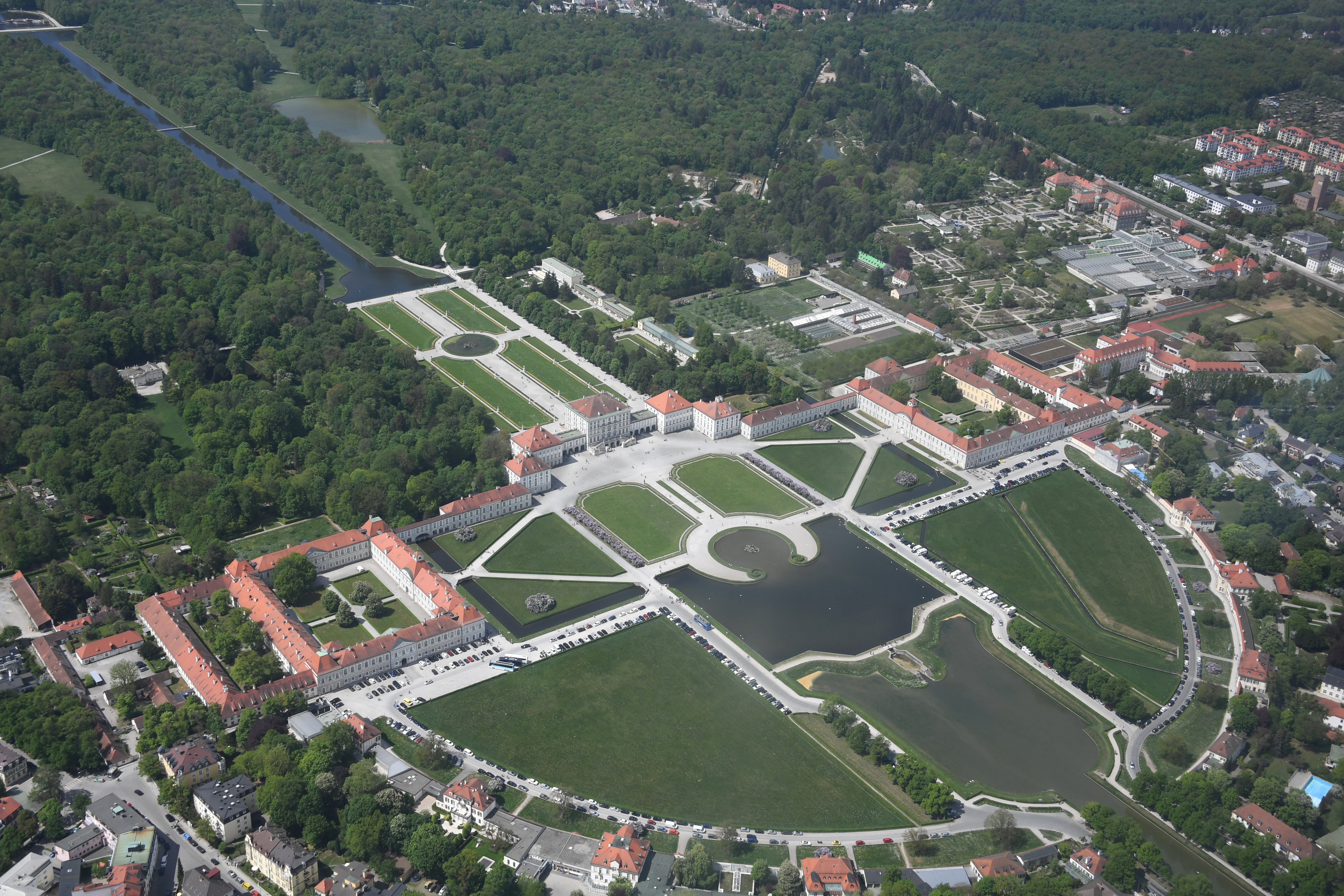
Widok z lotu ptaka

Pałac Nymphenburg (niem. Schloss Nymphenburg) – dawna letnia rezydencja Wittelsbachów w Monachium (Niemcy) w dzielnicy Neuhausen-Nymphenburg. Wraz z parkiem Nymphenburg stanowi jednolite założenie pałacowo-parkowe, zajmujące pod względem architektonicznym jedno z pierwszych miejsc w Europie.

## Historia
W 1662 elektor Ferdynand Maria Wittelsbach podarował swojej małżonce, Henrietcie Adelajdzie teren przyszłej letniej rezydencji. Na terenie tym znajdował się niewielki zamek nazwany przez Henriettę „zamkiem nimf” (niem. Nymphenburg). Na jej zlecenie rozpoczęto rozbudowę zamku. Prace nad nowym zamkiem letnim rozpoczął w 1664 sprowadzony do Monachium boloński architekt Agostino Barelli. W 1674 budowę przejął Enrico Zucalli i ukończył ją w roku następnym. Jest to obecny pawilon środkowy pałacu. Wraz z jego budową założono na jego tyłach ogród francuski, przechodzący w naturalny las, będący terenem łowieckim. W 1702 kolejny elektor, Maksymilian II Emanuel podjął dalszą rozbudowę założenia z przeznaczeniem na wystawną rezydencję dla siebie i swojego dworu. Do realizacji tych zamierzeń przystąpił zespół budowniczych pod kierunkiem Giovanniego Viscardiego, Enrico Zucalliego i Josepha Effnera. Viscardi dobudował pawilony boczne z galeriami, a Effner (w 1728) półkoliste ujęcie podjazdu. Przedtem przebudował pawilon środkowy, tworząc wysoką, trzykondygnacyjną salę audiencjonalną, zwaną Salą Kamienną. Zmienił też podziały fasady. W tym czasie poszerzono ogród i przekopano Kanał Nymphenburski, rozgałęziający się przed pałacem, obejmujący go z obu stron i łączący się ponownie na terenie parku. Francuski architekt Charles Carbonet uczynił kanał osią całego założenia pałacowo-parkowego. W 1715 do prac nad urządzaniem ogrodu włączyli się Effner i sprowadzony z Paryża specjalista od budowy fontann Dominique Girard. Dodano oś poprzeczną, a w różnych punktach ogrodu wzniesiono pawilony (trzy autorstwa Effnera, a jeden – de Cuvilliésa). W latach 1804–1823 Friedrich Ludwig Sckell przekształcił ogród francuski w ogród angielski, zachowując dotychczasową barokową oś założenia i jej obramowanie.

## Architektura
Część centralną założenia pałacowego stanowi pięciokondygnacyjny pawilon z dwubiegowymi schodami, wspartymi na trzech filarowych arkadach. Połączony jest on z obu stron galeriami z trzema pawilonami bocznymi z każdej strony. Całość założenia liczy 600 m długości, a jego linia jest łamana – pawilony i galerie wystają przed nią lub cofają się, co stwarza typowe dla architektury barokowej złudzenie rytmu i ruchu. Budynki pokryte są czerwoną dachówką, a ich elewacje utrzymane są w białej i szarej tonacji z żółtą ornamentacją.

### Pawilon środkowy

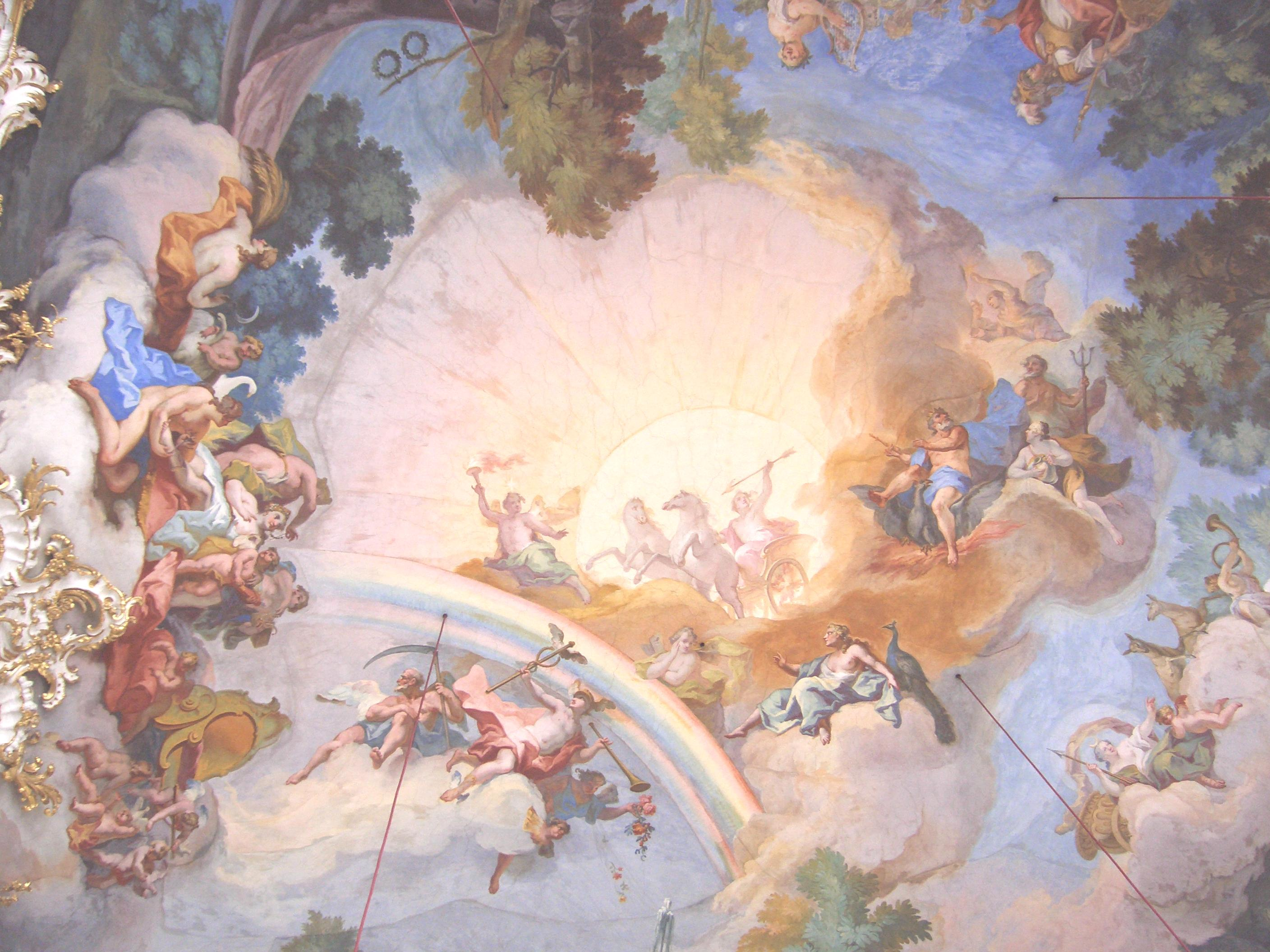
Fresk na sklepieniu Sali Kamiennej

Fasada pawilonu środkowego jest bogata w detale architektoniczne: jej trzy osie środkowe są przedzielone pilastrami o kapitelach kompozytowych. Nad oknami znajdują się gzymsy, różne w każdej kondygnacji. Część centralną pawilonu środkowego zajmuje Sala Kamienna (Steinerne Saal), przekształcona w latach 1755–1757 na polecenie elektora Maksymiliana III Józefa na salę balową (Festsaal). Autorem przebudowy był François de Cuvilliés. Na życzenie elektora, człowieka o zamiłowaniach muzycznych, de Cuvilliés wbudował w zachodnią część sali trójarkadową emporę muzyczną, nadając jednocześnie całej sali rokokowy wystrój. Malowidła na sklepieniu wykonał Johann Baptist Zimmermann z synem Franzem. Każdego roku w lipcu w Sali odbywają się festiwale muzyki kameralnej pod nazwą „Nympherburger Sommer”.
Po obu stronach Sali Kamiennej znajdują się pomieszczenia z niewielkimi alkowami – po trzy w każdym trakcie. Po stronie północnej na uwagę zasługuje pokój udekorowany brukselskimi tapiseriami z 1720 r. oraz sypialnia elektorska z galerią portretów dam dworu króla Francji Ludwika XV, a po stronie południowej – XVII-wieczny gabinet wyłożony chińską laką.

### Pawilony boczne

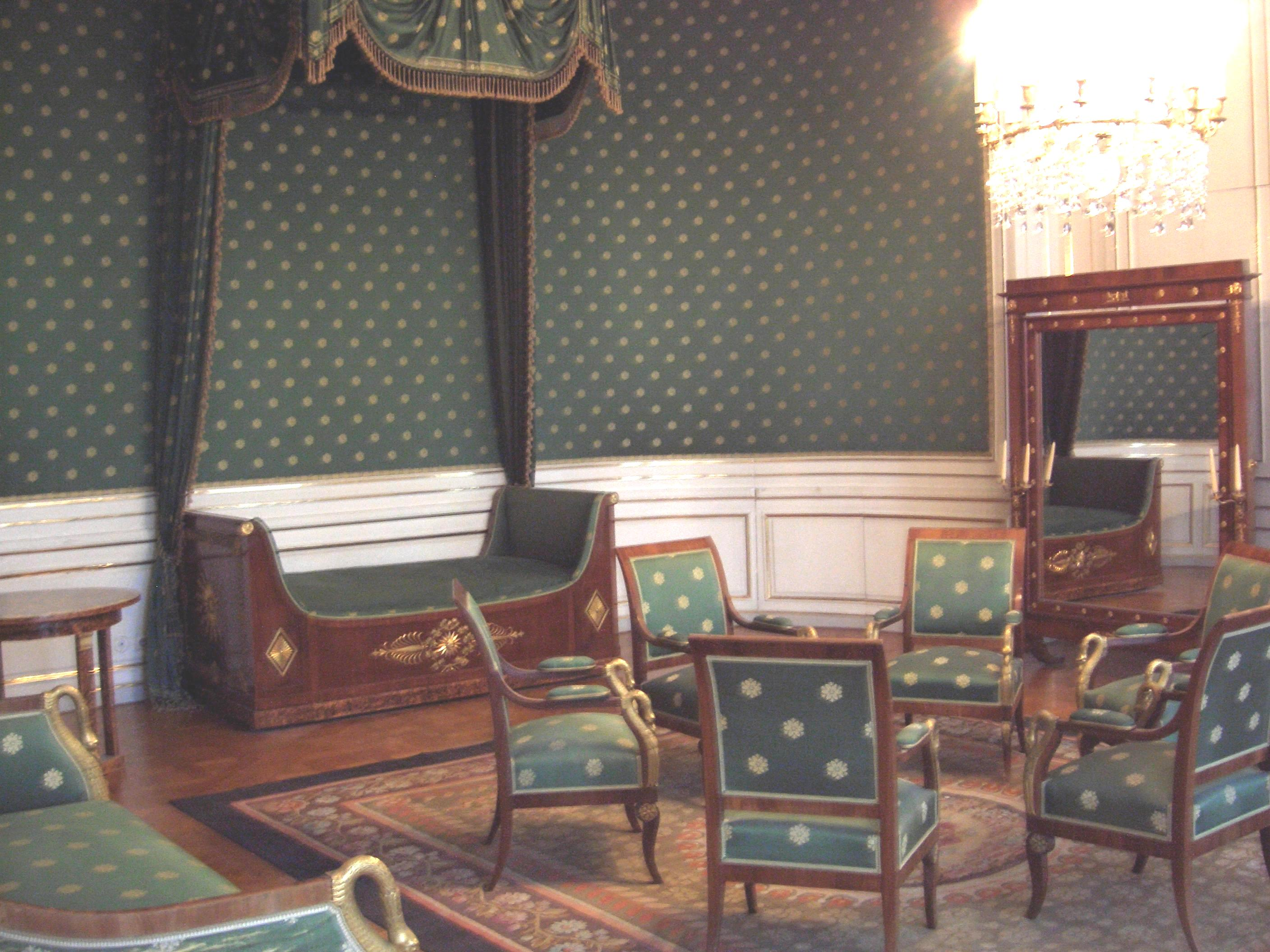
Pokój, w którym urodził się król Bawarii Ludwik II

Do pawilonów bocznych prowadzą dwutraktowe galerie. W galeriach znajdują się weduty zamków bawarskich pędzla Joachima Franza Beicha (w galerii północnej i południowej) oraz Nikolausa Gottfrieda Stubera i Josepha Stephana (w południowej). W lewym pawilonie po stronie północnej znajduje się kaplica pałacowa, zbudowana w latach 1713–1715 przez Viscardiego i ukończona przez Effnera. Wyposażenie kaplicy pochodzi z II poł. XVIII w. W nastawie ołtarza widnieje polski orzeł, odnoszący się do Marii Anny, córki króla polskiego i elektora saskiego Augusta III, małżonki elektora Maksymiliana III Józefa.
W jednym z południowych pawilonów bocznych znajduje się Schönheitengalerie – galeria portretów metres króla Bawarii Ludwika I, namalowanych na jego polecenie przez Josepha Karla Stielera. Galerię tworzą wizerunki markiz, księżnych, prostych mieszczek i tancerek kabaretowych.

### Powozownia
W dawnych stajniach dworskich, w południowej części zespołu pałacowego mieści się powozownia (obecnie muzeum powozów – Marstallmuseum), w której zgromadzono pojazdy konne elektorów i królów Bawarii, oraz ich rodzin i dworu. Pojazdy te reprezentują różne typy; są wśród nich ciężkie, paradne karoce, bogato zdobione i malowane. Niektóre z nich używane były tylko przy szczególnych okazjach, inne raz w roku (np. na Boże Ciało). Są też sanie, zwykle i paradne, w tym sanie do jazdy nocnej, z wysokimi latarniami, należące do Ludwika II, króla Bawarii. W gablotach powozowni eksponowane są elementy zaprzęgu: czapraki i kapy turniejowe, wędzidła, siodła, baty i szpicruty. Na ścianach wiszą obrazy przedstawiające konie z królewskich stajni.

## Park
Do parku prowadzą arkadowe przejścia, umieszczone po obu stronach pawilonu środkowego. Park stanowi harmonijną kompozycję, na którą składają się zbiorniki wodne, zieleń, ścieżki i architektura ukryta wśród drzew. Park ma 1400 m długości, a jego oś wyznacza Kanał Nymphenburski. Na końcu kanału znajduje się marmurowa kaskada wodna, zaprojektowana przez Effnera, udekorowana posągami personifikującymi Dunaj i Izarę, oraz rzeźbami bogów, herosów i nimf. Autorami posągów są, między innymi, Giovanni Volpini, Charles Claude Dubut, Guillielmus de Grof i Roman Anton Boos.
Park przekształcił w latach 1804–1823 Friedrich Ludwig Sckell. Zachował on dawny, parterowy ogród barokowy i dodał mu obramienie w formie parku angielskiego. Pośrodku ogrodu barokowego znajduje się fontanna. Wytyczone po obu jej stronach dróżki prowadzą w głąb parku. Po obu stronach dróżek ustawiono posągi bogów i herosów oraz postumenty z puttami i wazonami. Dzieła te wykonała w latach 1769–1785 grupa rzeźbiarzy (m.in. Giovanni Marchiori i Roman Anton Boos).
Ukryte wśród drzew budowle, każda o innym przeznaczeniu, stanowią przykłady znakomitej architektury.

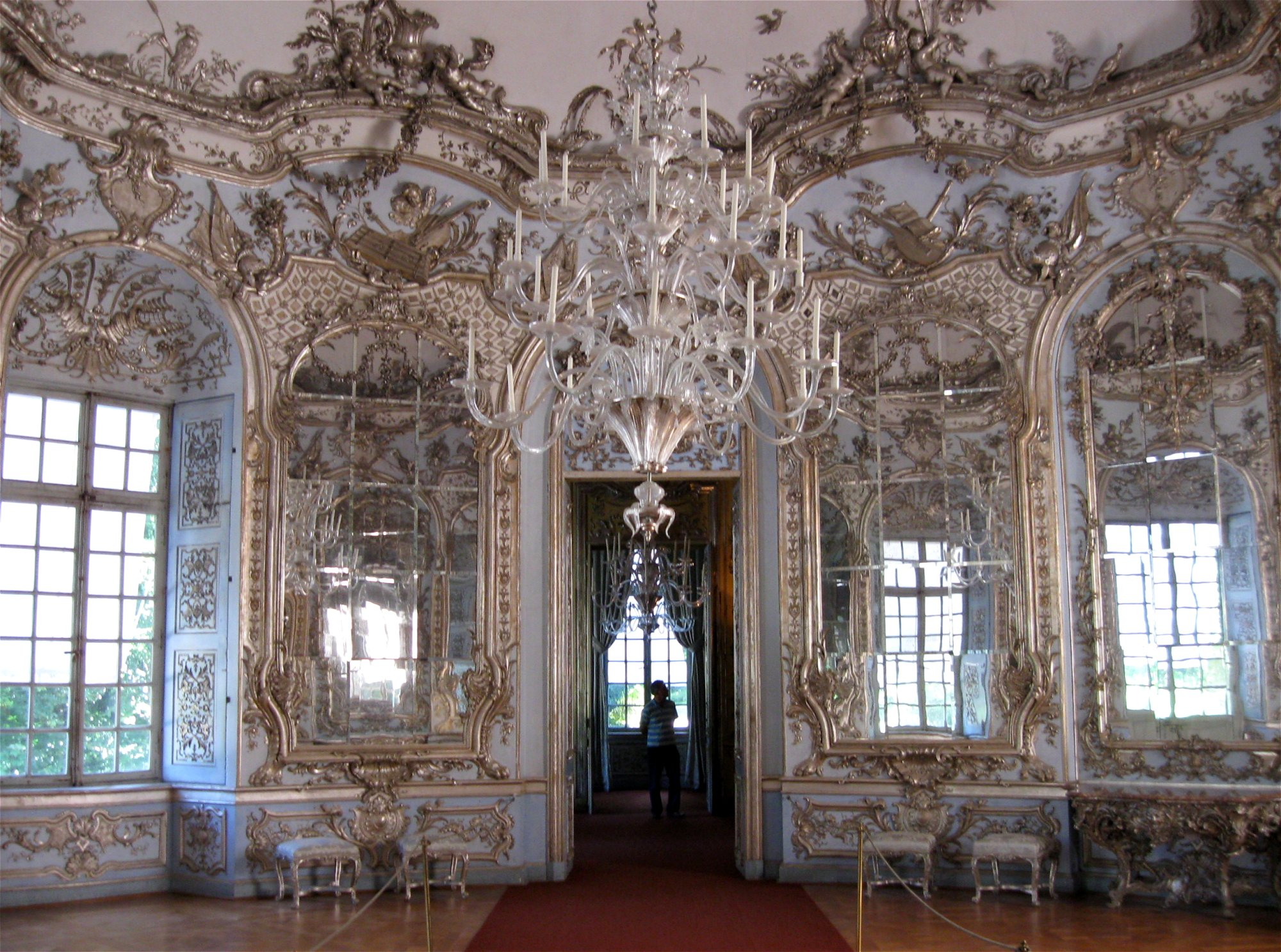
Sala Lustrzana pałacu Amalienburg

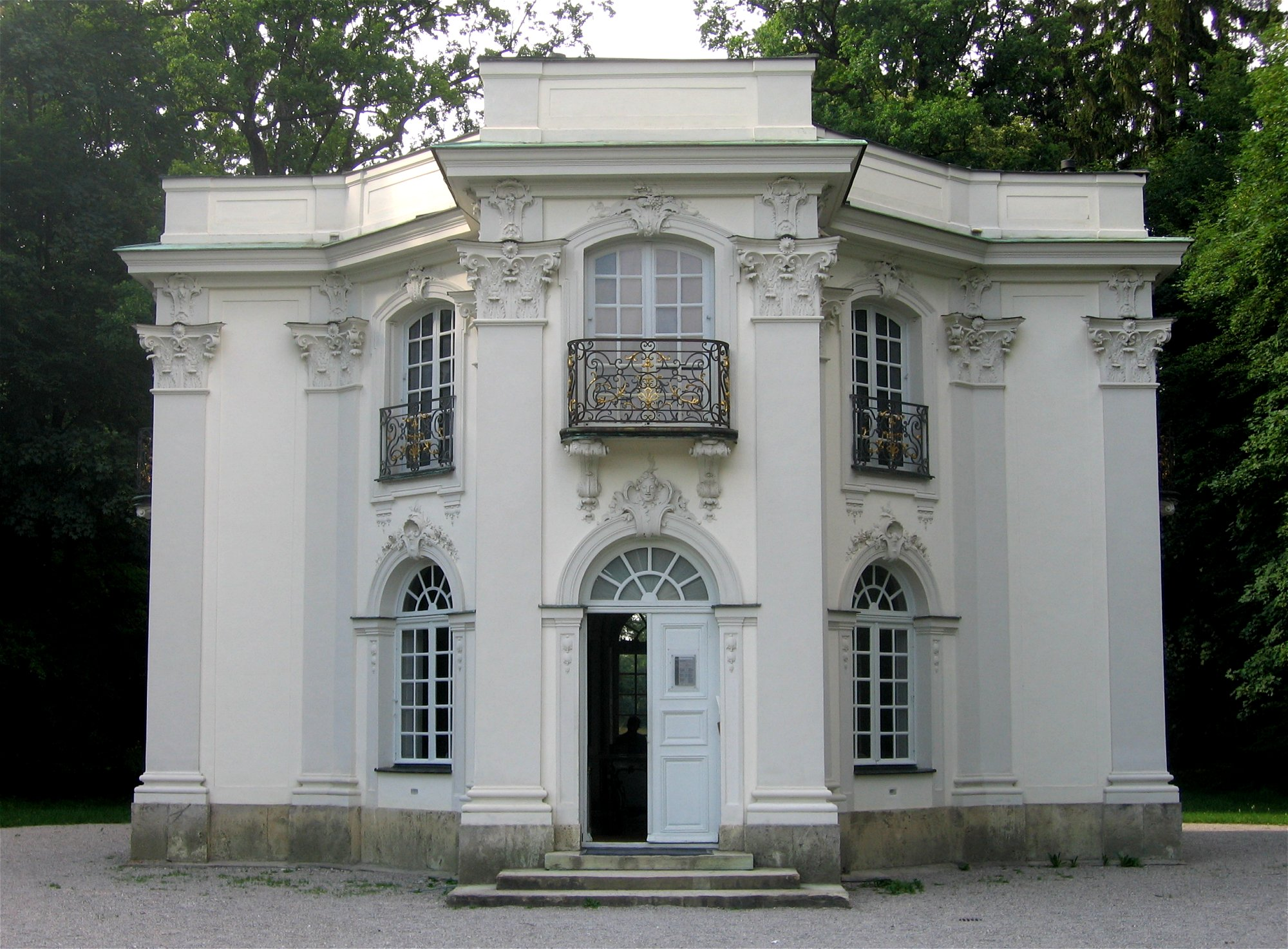
Pagodenburg

- Amalienburg, dawny pałacyk myśliwski, zbudowany przez de Cuvilliésa w latach 1734–1739, będący darem elektora Karola Albrechta (późniejszego cesarza Karola VII) dla małżonki Marii Amalii. Pałacyk stanowi klejnot architektury wczesnego rokoka. Z zewnątrz odznacza się szlachetnością kształtów i proporcji. Jego fasadę dzielą pilastry, a duże okna zostały umieszczone w obramieniach z uszakami. Między oknami znajdują się okrągłe nisze z popiersiami. Oś budowli jest załamana, ponieważ po obu jej stronach dobudowano skrzydła usytuowane asymetrycznie w stosunku do jej średnicy. Część środkową elewacji zachodniej tworzy wklęsłe półkole, natomiast w elewacji wschodniej umieszczono półokrągły ryzalit z wnęką wejściową, poprzedzoną półkolistym podestem. Na dachu wyższej części utworzono taras, z którego Maria Amalia mogła strzelać do bażantów. Wnętrze jest urządzone w stylu wykwintnego rokoka. Autorem wystroju jest również de Cuvilliés[8].
- Das Dörfchen (Wioska) – zespół domków, w których towarzystwo dworskie bawiło się – zgodnie z rokokową modą – w powrót do natury[9].
- Badenburg (Łazienka) – pałacyk z wbudowanym prostokątnym basenem kąpielowym, zbudowany w latach 1719–1721 przez Effnera dla elektora Maksymiliana Emanuela. W XIX w. przebudowany przez Leo von Klenzego[9].
- Pagodenburg, pawilon w stylu chińskim, zbudowany przez Effnera w latach 1717–1719, służył zmęczonym spacerowiczom jako miejsce picia popołudniowej herbaty oraz jako miejsce odpoczynku po grze w kręgle[10]
- Magdalenenklause (Pustelnia św. Marii Magdaleny), pomyślana jako miejsce odprawiania pokuty przez Maksymiliana Emanuela, który jej wybudowanie polecił w 1725 Effnerowi. Elektor zmarł jednak dwa lata przed ukończeniem budowy. Pustelnia jest czworobocznym budynkiem skomponowanym na kształt ruiny. Połowę jej wnętrz zajmuje kaplica pod wezwaniem św. Marii Magdaleny, mająca formę groty z tufu o ścianach wyłożonych muszlami. Wnętrze jest utrzymane w szarej tonacji, a ożywia je jedynie kolorowy fresk pędzla Nikolausa Gottfrieda Stubera, przedstawiający św. Magdalenę jako pokutnicę. Ozdobą kaplicy jest krucyfiks wyrzeźbiony z zęba narwala. Obok kaplicy znajdują się cztery pokoje wyłożone dębową boazerią, mające służyć elektorowi jako cele pokutne[11].
- Manufaktura porcelany Nymphenburg mieści się od roku 1761 w budynku przy północnym rondzie. Zwiedzanie jest możliwe po pisemnym zgłoszeniu.